# Pötnitzer Kirche

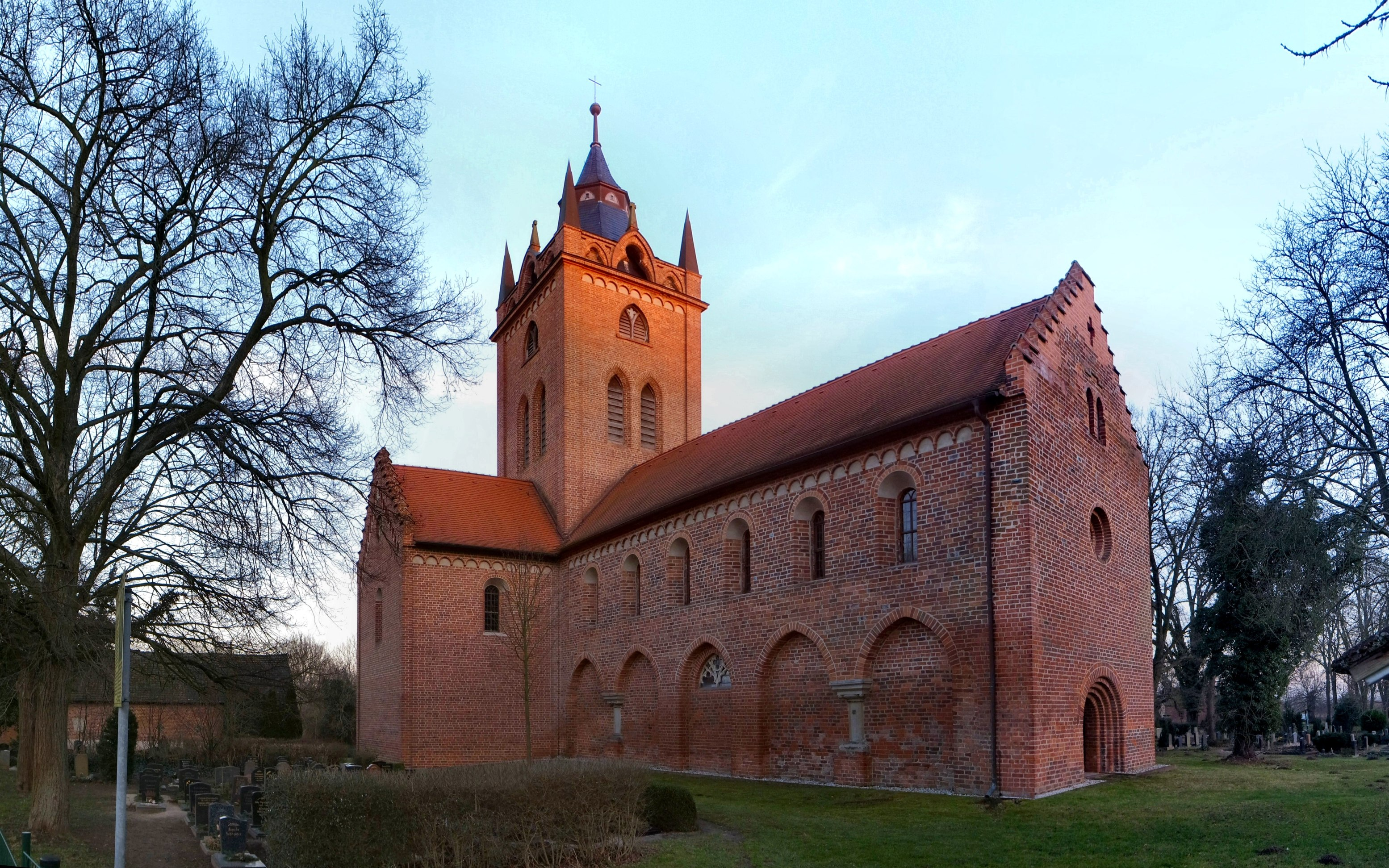
Pötnitzer Kirche in Dessau-Mildensee

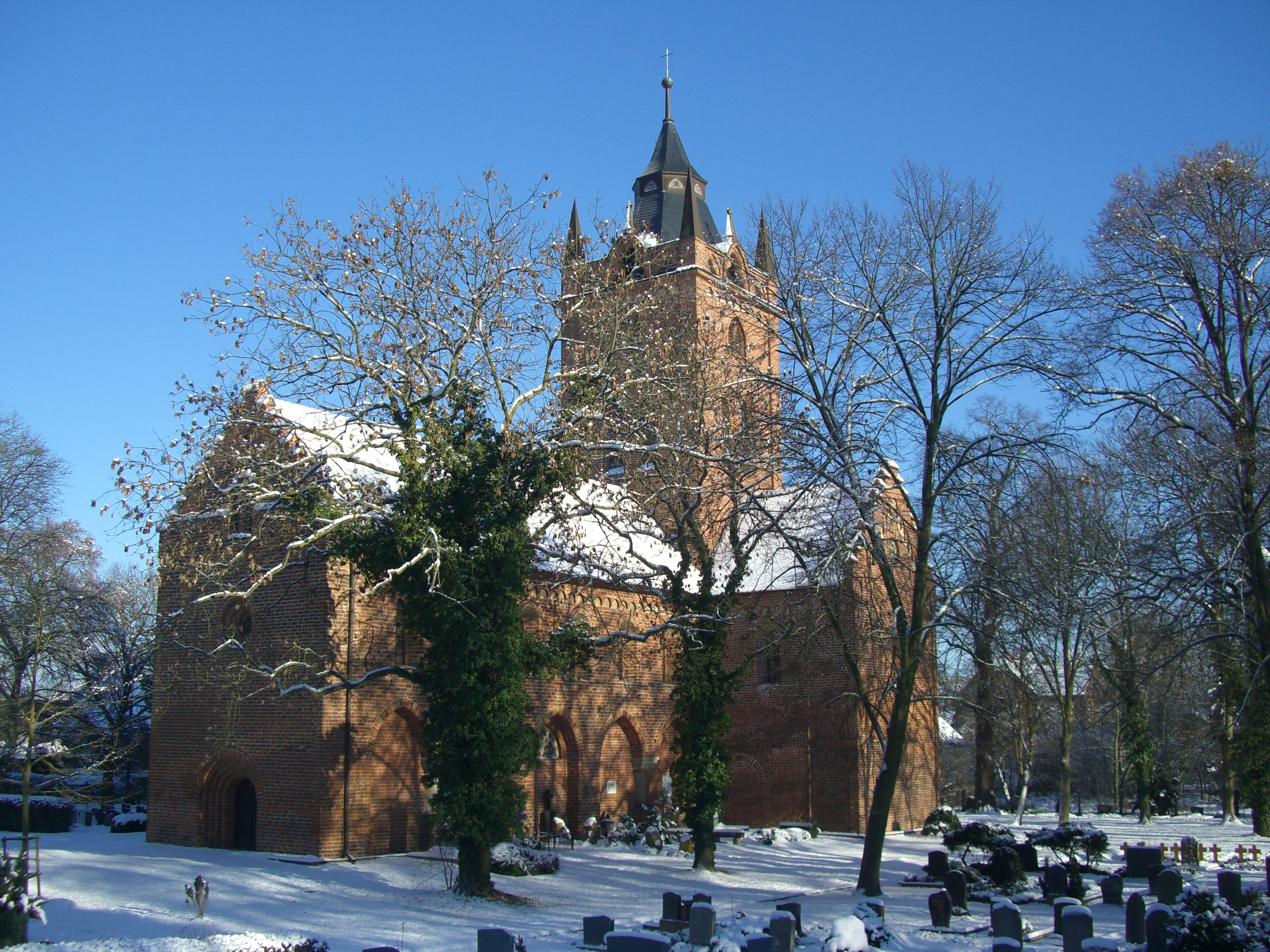
Östliche Seitenansicht im Winter

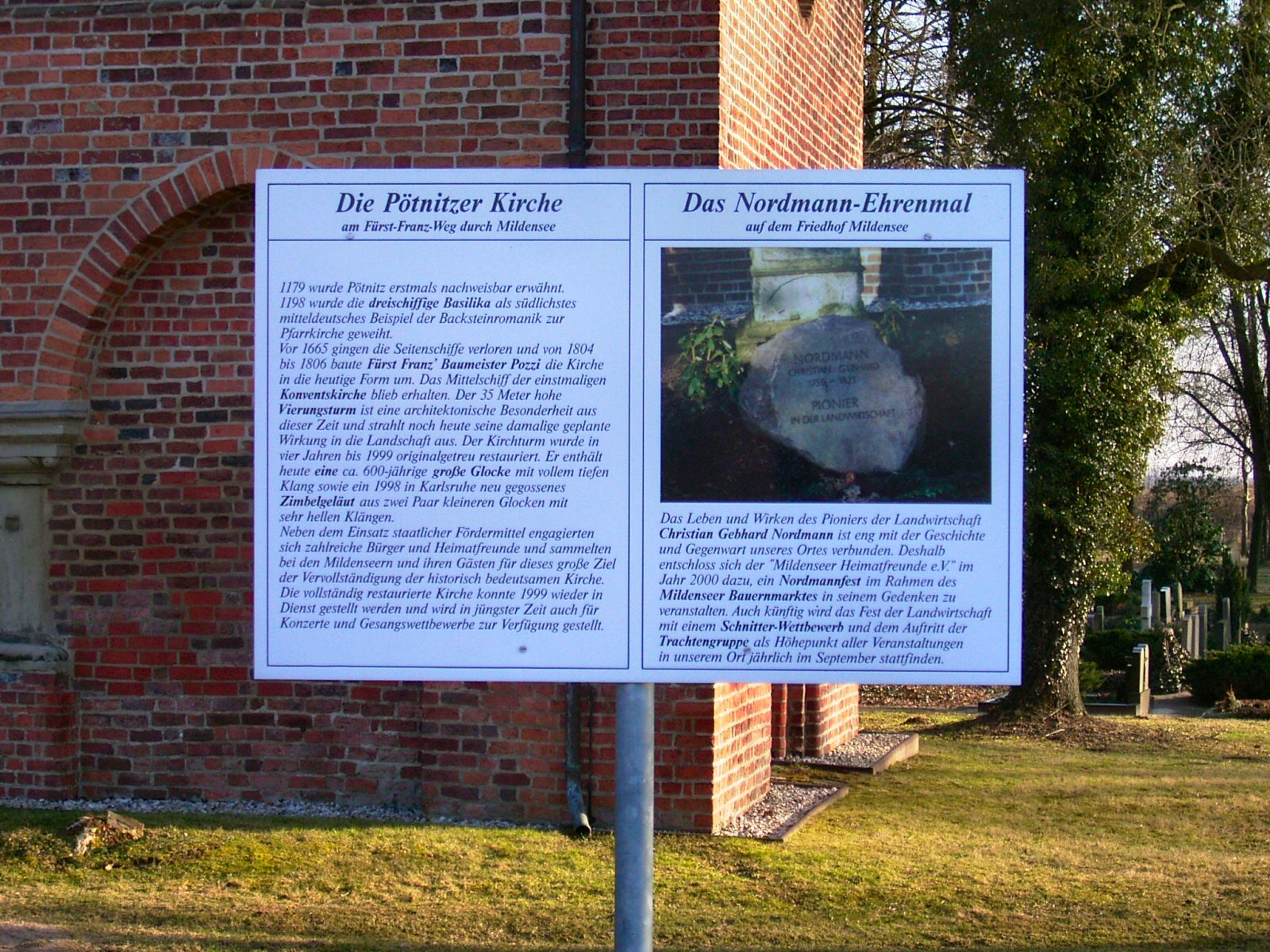
Informationstafel

Die Pötnitzer Kirche ist eine evangelische Kirche im Stadtteil Mildensee im Osten der Stadt Dessau-Roßlau in Sachsen-Anhalt. Neben der Backsteinkirche Axien ist sie einer der südlichsten Bauten der romanischen Backsteinarchitektur in Sachsen-Anhalt.

## Geschichte
Am Südwestende des ehemaligen Dorfes Pötnitz befindet sich die heutige Kirche von Dessau-Mildensee. Der große Backsteinbau wurde um 1180 als dreischiffige Basilika errichtet. Noch heute ist der romanische Baustil zu erkennen, obwohl im Laufe der Zeit Umbauten an der Kirche vorgenommen wurden. Mit der Gründung eines Benediktiner-Konvents in Mildensee wurde die Kirche 1198 vom Reichskloster in Nienburg zur Pfarrkirche erhoben.
Anfang des 19. Jahrhunderts ließ Fürst Franz von Anhalt durch seinen Baumeister Carlo Ignazio Pozzi die Kirche in ihrer heutigen Form gestalten.
Nach Ende des Zweiten Weltkriegs befanden sich zeitweise drei Gemälde von Lucas Cranach dem Jüngeren aus der kriegszerstörten Dessauer Schlosskirche St. Marien in der Kirche: „Christus am Ölberg“, „Die Kreuzigung“ und das Dessauer Abendmahl. 1998 wurden die drei Tafelbilder in die Dessauer Johanniskirche überführt.
An einer Ecke der Kirche befindet sich das Grab von Christian Gebhard Nordmann, dem auf dem Friedhof auch ein Gedenkstein gewidmet ist.